# Hendrik Großöhmichen
Hendrik Großöhmichen (* 6. Juni 1985 in Hannover) ist ein deutscher ehemaliger Fußballspieler, der sowohl in der Innenverteidigung als auch im defensiven Mittelfeld eingesetzt wurde.

## Karriere

### Jugendzeit in Niedersachsen
Großöhmichen begann seine fußballerische Laufbahn beim Heesseler SV aus dem nahe seinem Geburtsort gelegenen Burgdorf-Heeßel. Als B-Jugendlicher wechselte Großöhmichen 2001 zum VfL Wolfsburg, blieb dort jedoch nur eine Spielzeit und schloss sich zu Beginn seiner A-Jugend-Zeit im Sommer 2002 dem Hannoverschen Sportverein von 1896 an.
Für Hannovers A-Jugend spielte Großöhmichen zunächst in der U-19-Regionalliga und anschließend in der neugeschaffenen A-Junioren-Bundesliga, in der er in der Premieren-Spielzeit 2003/04 zu 22 Einsätzen kam, in denen er zwei Tore erzielte. Dabei qualifizierte sich Hannover als Meister der Staffel Nord für die Endrunde um die deutsche Fußballmeisterschaft der A-Junioren, sodass Großöhmichen in den Halbfinalspielen gegen den späteren Titelträger Bayern München noch zweimal für Hannovers A-Jugend spielte, letztlich aber aus dem Wettbewerb ausschied.

### Anfänge bei Hannover 96
Im Sommer 2004 rückte Großöhmichen in Herrenbereich Hannovers auf, in dem er zunächst der zweiten Mannschaft zugeteilt wurde, die in der Spielzeit 2004/05 in der viertklassigen Oberliga Nord spielte und den elften Platz der Abschlusstabelle belegte. In der von Jörg Goslar betreuten Reservemannschaft konnte sich Großöhmichen in dieser Saison noch nicht durchsetzen und absolvierte 13 torlose Einsätze. In der Folgesaison 2005/06 etablierte sich Großöhmichen als Leistungsträger der Mannschaft und trug mit drei Toren in 29 Einsätzen zum fünften Tabellenplatz am Saisonende bei. Wegen dieser Leistungen war er zwischenzeitlich auch in den Profikader Hannovers berufen worden, der 2005/06 zunächst unter Ewald Lienen, dann unter Peter Neururer gegen den drohenden Abstieg aus der Bundesliga spielte. Zum Einsatz kam Großöhmichen für die Hannoveraner Profimannschaft aber lediglich in Freundschaftsspielen. Er verließ den Verein zum Saisonende 2006.
Zwischenzeitlich hatte Großöhmichen auch ein Studium zum Gymnasiallehrer in den Fächern Sport und Mathematik begonnen, dieses aus Zeitgründen jedoch wieder abgebrochen.

### Großöhmichen beim VfL Osnabrück
Im VfL Osnabrück fand Großöhmichen einen neuen Arbeitgeber, für den er zunächst ebenfalls mit der Reservemannschaft in der viertklassigen Oberliga Nord auflief. Dabei bestritt er sein Debüt für die von Heiko Flottmann betreute Mannschaft gegen seine vormaligen Teamkollegen von Hannover 96. Im Laufe der Oberliga-Saison 2006/07 kam Großöhmichen weitere neun Male in der Oberliga zum Einsatz, da er ab Ende September 2006 auch zum Stammpersonal der Profimannschaft gehörte, die in der Spielzeit 2006/07 in der drittklassigen Regionalliga unter Trainer Claus-Dieter Wollitz um den Aufstieg in die 2. Bundesliga spielte. So kam Großöhmichen ab dem zehnten Spieltag zu 21 Einsätzen, durch die er Anteil am Aufstieg als Tabellenzweiter hatte.
Osnabrück verstärkte die Mannschaft nach dem Aufstieg mit einigen Neuzugängen, sodass Großöhmichen zu Beginn der Zweitliga-Saison 2007/08 nicht mehr zu den Stammspielern Osnabrücks zählte und stattdessen für die Saison 2007/08 weiterhin in der Oberliga spielte. Nachfolgend zog sich Großöhmichen einen Teilriss der Patellasehne zu und fiel dadurch für den Rest der Hinrunde aus. So wurde Großöhmichen erst zu Beginn der Rückrunde erstmals in der 2. Bundesliga eingesetzt, in der er im Februar und März 2008 drei Partien bestritt, dann aber erneut nicht mehr berücksichtigt wurde. In der Reservemannschaft Osnabrücks kam er im März und April 2008 noch zu drei weiteren Einsätzen, bevor sein zum Saisonende auslaufender Vertrag nicht mehr verlängert wurde.

### Über Kiel nach Magdeburg
Großöhmichen wechselte daraufhin zurück in die Regionalliga, die aufgrund einer Spielklassenreform nur noch die vierthöchste Spielklasse darstellte. Beim von Peter Vollmann trainierten Kieler SV Holstein unterschrieb er einen Einjahresvertrag, und absolvierte während der Hinrunde zwölf Einsätze, kam zu Beginn der Rückrunde wegen erneuter Verletzungen aber nicht mehr zum Einsatz. Erst ab April 2009 lief Großöhmichen wieder für die mittlerweile von Falko Götz trainierte Mannschaft auf, wobei er mit weiteren sechs Einsätzen zum Aufstieg in die 3. Liga beitrug. Zwischenzeitlich hatte Großöhmichen auch für Kiels Reserve in der fünftklassigen Oberliga Schleswig-Holstein gespielt. Sein zum Sommer auslaufender Vertrag wurde allerdings nicht verlängert, wodurch Großöhmichen zunächst vereinslos wurde.
Nach einem halben Jahr ohne Verein wurde Großöhmichen Mitte Februar 2010 vom Regionalligisten 1. FC Magdeburg für die restliche Spielzeit 2009/10 unter Vertrag genommen. Im von Steffen Baumgart betreuten Team kam er jedoch nur zu zwei Einsätzen im Februar und März 2010, sodass er im April und Mai noch viermal für Magdeburgs Reservemannschaft in der sechstklassigen Verbandsliga Sachsen-Anhalt auflief, bevor sein Engagement in Magdeburg im Juni 2010 endete.

### Großöhmichen bei Hansa Rostock
Im Juli 2010 absolvierte Großöhmichen ein Probetraining bei Hansa Rostock, in dem er jedoch eine Knieverletzung erlitt und mehrere Wochen ausfiel. Nach absolvierter Rehabilitation unterschrieb Großöhmichen im September 2010 einen zunächst bis 2011 datierten Vertrag bei Hansa Rostock, für die er nun unter dem ihm bereits aus Kiel bekannten Trainer Peter Vollmann in der 3. Liga spielte. Anfangs kam er bei Hansa in der Reservemannschaft zum Einsatz, die 2010/11 unter Trainer Axel Rietentiet in der fünftklassigen Oberliga Nordost antrat. Am 9. Oktober 2010 bestritt er dann sein erstes Pflichtspiel für Rostocks Profimannschaft, als er im Landespokal gegen den Neumühler SV eingewechselt wurde. In der Drittliga-Spielzeit 2010/11 wurde Großöhmichen erst knapp zwei Monate später eingesetzt, als er gegen Regensburg am 28. November 2010 erneut durch eine Einwechslung ins Spiel kam. Insgesamt kam er so zu acht Einsätzen für Hansa, die schließlich den Wiederaufstieg in die 2. Bundesliga erreichten. Zudem gewann Hansa in dieser Spielzeit den Landespokal, wozu Großöhmichen mit vier Einsätzen beigetragen hatte. Sein zum Saisonende auslaufender Vertrag wurde jedoch nicht mehr verlängert.

### Wechsel nach Finnland
Nach halbjähriger Vereinslosigkeit unterschrieb Großöhmichen im Januar 2012 einen Einjahresvertrag beim FC Lahti, der zuvor nach einem Jahr in der zweiten finnischen Liga in die Veikkausliiga wiederaufgestiegen war. Bereits im Februar erlitt Großöhmichen im Liigacup-Spiel gegen den FC Honka einen Mittelfußbruch, sodass Lahti die ersten Spiele der Saison 2012 ohne Großöhmichen bestritt. Am Ende der Saison 2012 belegte Großöhmichen mit dem Klub den fünften Tabellenplatz. Sein Vertrag in Finnland wurde anschließend nicht verlängert.

### Großöhmichen beim VfB Oldenburg
Nach seiner Rückkehr aus Finnland und einem halben Jahr ohne Verein unterschrieb Großöhmichen im Juni 2013 einen Einjahresvertrag beim VfB Oldenburg und sollte dort als Führungsspieler fungieren.
Nachdem sein Vertrag in Oldenburg nicht verlängert worden war, heuerte Großöhmichen im April 2015 bei seinem Jugendverein Heesseler SV in der Landesliga Hannover an.